# Општина Окланд (Харгита)
Окланд (рум. Ocland) општина је у Румунији у округу Харгита.
Oпштина се налази на надморској висини од 508 m.